# محاصره کامینویاما
محاصره کامینویاما (انگلیسی: Siege of Kaminoyama) در سال ۱۶۰۰، در پایان دوره سنگوکو ژاپن اتفاق افتاد. این یکی از نبردهای متعددی بود که لشکرکشی سکیگاهارا را تشکیل می‌داد، که در نهایت توکوگاوا ایه‌یاسو آخرین مخالفت را با تسلط خود بر جزایر ژاپن از بین برد. این نبرد بخشی از لشکرکشی کیچو دوا نیز بود.